# Doriprismatica atromarginata
Doriprismatica atromarginata is een slakkensoort uit de familie van de Chromodorididae. De wetenschappelijke naam van de soort is voor het eerst geldig gepubliceerd in 1804 door Cuvier.